# I diari delle streghe - La tentazione
I diari delle streghe - La tentazione è il 7º e ultimo libro della saga I diari delle streghe creata da Lisa J. Smith, pubblicato nel 2013 negli Stati Uniti d'America e il 29 maggio 2014 in italiano.
Il romanzo non è scritto dalla Smith, ma da un'altra scrittrice, Aubrey Clark.

## Trama
Per liberare i membri del circolo dalla possessione degli antenati, Cassie e sua madre Alexandra vanno a trovare Timothy Dent, un bibliotecario dell'occulto che, sedici anni prima, litigò con Black John venendo privato dei poteri e bandito da New Salem: grazie a lui, Cassie apprende che la famiglia da cui discende, i Blak, ha cercato la vita eterna e per questo è stata maledetta e costretta a perpetrare, con il trascorrere del tempo, omicidi e persecuzioni nei confronti degli estranei e delle altre streghe. Per evitare che la possessione degli antenati Blak diventi, con l'arrivo del plenilunio, permanente, la ragazza deve trovare, sul Libro delle Ombre di suo padre, un esorcismo creato da uno dei suoi avi, Absolom, al momento dentro il corpo di Adam. Convinta, dopo aver parlato con Timothy, che l'amore possa contrastare la possessione, Cassie torna alla grotta, scoprendo però che solo Nick è in grado di farlo; inoltre, mette al corrente Max di quanto sta succedendo, e questi decide di aiutarla a salvare la città, nonostante il circolo abbia ucciso suo padre. Grazie all'aiuto di Nick, che può accedere alle facoltà dello spirito che cerca di controllarlo, Cassie riesce a decifrare l'esorcismo e si reca alla grotta, dove la possessione ha avuto inizio, per scioglierlo, ma il sortilegio è troppo potente, ed è necessario che venga eseguito insieme a qualcun altro che possieda la magia nera: Cassie propone quindi a Scarlett di darle il Libro delle Ombre del loro padre in cambio di aiuto. L'esorcismo viene quindi portato a termine, ma con l'effetto collaterale di riportare in vita gli antenati, che iniziano a cercare di convincere uno dei membri del circolo ad unirsi a loro come dodicesimo membro. Cassie, Adam e Diana riescono a recuperare il Libro e tornano da Timothy Dent per chiedergli aiuto: oltre a scoprire che Black John era Giustiniano I e che fu lui a cercare per primo la vita eterna, facendo maledire la famiglia, apprendono che, per scacciare gli antenati, devono bruciare il Libro con un incantesimo che può essere lanciato solo se il circolo è completo. Tornati a New Salem, hanno una visione in cui i Blak li informano che bruceranno il municipio durante l'imminente festa della società storica, causando numerose vittime: quando, durante il party, il fuoco sta ormai consumando tutto, Faye acconsente a cambiare fazione, salvando così la vita agli ospiti. Il circolo cerca di riportarla da loro, ma la ragazza non vuole poiché, anche a loro insaputa, sta spiando i Blak: scoperto grazie a Faye che vogliono tradire Scarlett poiché ha cercato di comandarli, Cassie sfrutta il loro legame di sorelle e il desiderio di Scarlett di avere una famiglia per convincerla ad allearsi con lei. Mentre il circolo è al cimitero a compiere l'esorcismo, viene interrotto dall'arrivo dei Blak, ma, da una scatola consegnata a Cassie da Timothy, escono dei topi che danno ai ragazzi il tempo di completare l'incantesimo: il Libro delle Ombre, gli antenati e la magia oscura vengono così distrutti, a scapito però dei poteri di Cassie, che vengono reclamati come prezzo. Il circolo, gli anziani e i genitori decidono di donarle parte della loro magia per farla tornare ad essere una strega; Scarlett, ormai buona, confessa alla sorella che il filo d'argento tra sé e Adam era finto, e che l'aveva creato solo per farle del male. Cassie può così continuare serenamente la sua relazione con il ragazzo e restare nel circolo.

## Edizioni
- Lisa Jane Smith, I diari delle streghe. La tentazione, Nuova Narrativa Newton, 2014,  p. 240, ISBN 978-88-541-6444-4.